# ويليام بيكر (لاعب كريكت)
ويليام بيكر (بالإنجليزية: William Baker)‏ (21 أبريل 1823 - 20 فبراير 1888) هو لاعب كريكت بريطاني (وحمل سابقاً جنسية المملكة المتحدة لبريطانيا العظمى وأيرلندا).

## وصلات خارجية
- ويليام بيكر على موقع إي آس بي آن كريك إنفو (الإنجليزية)